# Коротыгино (Ярославская область)
Коротыгино — обезлюдевшая деревня в Пошехонского района Ярославской области. Входит в состав Пригородного сельского поселения.

## География
Деревня окружена сельскохозяйственными полями, лесами. Граничит с деревнями Брусничная, Трубайка, Ескино. Рядом протекает река Соть.

## Население
| 2007 | 2010 |
| ---- | ---- |
| 0    | →0   |

### Историческая численность населения
По состоянию на 1859 год в деревне было 15 домов и проживало 118 человек.